# Capital Radio E.P.
Capital Radio è il primo E.P. del gruppo punk rock dei Clash, pubblicato il 9 aprile 1977 prodotto da Mickey Foote. L'EP fu regalato ai lettori che inviarono il coupon di sconto stampato dal NME, più l'adesivo rosso trovato con loro primo album, The Clash del 1977.

## Tracce
- Lato A

1. Listen (Strummer/Jones) – 0:27
2. Interview with the Clash on the Circle Line [Part 1] (Strummer/Jones) – 8:50

- Lato B

1. Interview with the Clash on the Circle Line [Part 2] (Strummer/Jones) – 3:10
2. Capital Radio One (Strummer/Jones) – 2:09

## Capital Radio One
Il testo è un attacco alla musica trasmessa nelle radio di Londra a quei tempi (in maggioranza, venivano trasmesse canzoni commerciali e, in minoranza, brani punk). Il pezzo si conclude con la parodia di un jingle della radio: "in tune with London" (trad. "in sintonia con Londra") viene cambiato in "in tune with nothing" (trad. "in sintonia con niente").
Nella canzone viene citato Aidan Day, a quei tempi capo della radio.
La versione originale del brano (della durata di 2:07 o di 2:09) è stata inclusa come "Capital Radio One", o "Capital Radio", in: Capital Radio E.P. (1977), Black Market Clash (1980), Clash on Broadway (1991), The Story of the Clash, Volume 1 (1988), From Here to Eternity: Live (1999, in versione dal vivo), The Essential Clash (2003), e Singles Box (2006).

## Capital Radio Two
Nel 1978 e nel 1979 le copie dell'originale EP, Capital Radio, erano diventate estremamente rare nel Regno Unito e, dato che le copie rimaste venivano vendute a prezzi alti, portò i Clash a ri-registrare il brano. La nuova versione del pezzo era, rispetto all'originale, più lunga, principalmente a causa del prolungamento della parte finale.
Capital Radio Two è stata inserita in: The Story of the Clash, Volume 1 (1988), Super Black Market Clash (1994), Singles Box (2006)

## Formazione
- Joe Strummer - voce, chitarra elettrica
- Mick Jones - chitarra elettrica, voce, cori
- Paul Simonon - basso
- Topper Headon - batteria